# Скиннер, Деннис
Де́ннис Э́двард Ски́ннер (англ. Dennis Edward Skinner, р. 11 февраля 1932) — британский политик, член палаты общин парламента Соединённого Королевства от Болсовера с 1970 по 2019 годы, член Лейбористской партии. 16 декабря 2017 года стал рекордсменом по продолжительности непрерывного членства в парламенте среди депутатов-лейбористов.
Один год, с 1988-го по 1989 год, занимал пост председателя Лейбористской партии — главы Национального исполнительного комитета. В состав исполкома Скиннер входил, с небольшими перерывами, в течение тридцати лет. Член депутатской социалистической инициативной группы (Socialist Campaign Group).
Известен непримиримыми левыми взглядами и едкими насмешками, которые он регулярно позволял себе в выступлениях.

## Ранние годы и начало карьеры
Скиннер родился в городе Клэй-Кроссе в Дербишире в семье Эдварда Скиннера, шахтёра, потерявшего работу после всеобщей забастовки 1926 года, и уборщицы Люси
. Деннис был третьим из их девяти детей.
В 1942 году, сдав экзамен «11+» на год раньше обычного срока — в десятилетнем возрасте, Скиннер получил стипендию на обучение в средней школе «Таптон-холл». В 1949 году он начал трудовой путь, устроившись шахтёром на рудник «Паркхаус», а после его закрытия в 1962 году перешел на рудник «Глэпвелл», располагавшийся неподалёку от Честерфилда.
В том же году, когда Скиннеру было 32 года, он стал самым молодым в истории президентом дербиширского регионального отделения Национального союза горняков (НСГ). Затем, отработав около 20 лет на шахте, он стал депутатом совета графства Дербишир , а также членом совета Клэй-кросса.
В 1967 году, прослушав курс Национального союза горняков в Шеффилдском университете, он поступил в оксфордский Рёскин-колледж.

## Работа в парламенте
В 1956 году Скиннер вступил в Лейбористскую партию, а в 1970 году впервые был избран членом парламента по избирательному округу Болсовер. Во время забастовки шахтёров 1984—1985 годов он активно выступал в поддержку НСГ и его лидера Артура Скаргилла.
Помимо прочего, Скиннер голосовал в парламенте за уравнивание возрастов согласия, гражданские партнёрства, право однополых пар на усыновление, криминализацию дискриминации по признаку сексуальной ориентации, однополые браки, а также он является убеждённым прочойсером. 20 января 1989 года ему удался филибастер (обструкция путём затягивания обсуждений) поправки о сокращении допустимых сроков легальных абортов, а 7 июня 1985 года аналогичным образом он провалил законопроект Эноха Пауэлла о запрете на опыты со стволовыми клетками; последнее Скиннер позже называл своей главной политической гордостью.
В 2000 году он выступил с осуждением коллеги по парламенту, левого лейбориста Кена Ливингстона, который выдвинулся в мэры Лондона как независимый кандидат после того, как не сумел стать кандидатом от своей партии. В то же время Скиннер парадоксальным образом находился в хороших личных отношениях с премьер-министром и лидером правых лейбористов Тони Блэром: последний прислушивался к советам Скиннера о манере публичных выступлений.
В 2003 году Скиннер голосовал против войны в Ираке. В 2005 году он пошёл против линии партии, в ходе обсуждения представленного лейбористским правительством акта о борьбе с терроризмом проголосовав против разрешения задерживать подозреваемых в терроризме без предъявления обвинений на срок до 90 дней. В 2005 году Скиннер и еще 88 депутатов-лейбористов проголосовали против возобновления программы «Трайдент».
На выборах лидера Лейбористской партии 2010 года Скиннер поддерживал Дэвида Милибэнда (с небольшим перевесом победу тогда одержал его брат Эд). В марте 2011 года Скиннер оказался одним из 15 депутатов, проголосовавших против участия Великобритании в интервенции сил НАТО в Ливии. В 2014 году был отозван из Национального исполкома Лейбористской партии .
В 2015 году наряду с 35 другими депутатами выдвинул кандидатуту Джереми Корбина на выборы лидера партии, которые он и выиграл.
Скиннер является убеждённым сторонником Брекзита.
Неоднократно выступал за упразднение палаты лордов, а также критиковал британскую монархию.
В 2017 году, после смерти сэра Джеральда Кауфмана, Скиннер стал самым старым действующим членом парламента Великобритании. Тем не менее, он не получил титул «отец палаты», поскольку старшинство в ней традиционно считается по порядку принесения присяги, а в этом его опередил другой непрерывно с 1970 года заседавший депутат — консерватор Кеннет Кларк. Кроме того, ещё в 2015 году Скиннер заявлял, что не примет этот почётный титул.
Скиннер сидел в палате общин на одном и том же месте — на передней скамье, известной как скамья необученных новобранцев (англ. Awkward Squad Bench) в связи с тем, что там обычно сидят лейбористы-«мятежники» (идущие против партийной линии). Как правило, он носит твидовый пиджак (а не тёмный костюм, как большинство депутатов-мужчин) и красный галстук.
У Скиннера есть прозвище — зверь из Болсовера (the Beast of Bolsover). По его собственным воспоминаниям, прозвище закрепили за ним журналисты в 1977 году. Во время заседания, на котором большинство депутатов выражало соболезнования в связи со смертью Энтони Идена, Скиннер произнёс речь о бедственном положении шахтёров, после чего консерваторы в знак протеста покинули зал заседаний, и этот демарш получил широкое освещение в прессе.

### Изгнания с заседаний
Скиннера неоднократно (сообщается о десяти случаях) отстраняли от участия в заседаниях парламента — чаще всего за непарламентские выражения. В частности, выгоняли Скиннера с заседаний при следующих обстоятельствах:
- Дважды в 1984 году. Первый раз — за то, что назвал Дэвида Оуэна надутым негодяем (a pompous sod) и согласился взять обратно только первое слово[28]. Второй раз — за обвинения Маргарет Тэтчер в даче взяток судьям[29].
- В 1992 году — за то, что назвал министра сельского хозяйства Джона Гаммера министром-малявкой (a little squirt of a Minister) и склизкой бородавкой на носу Маргарет Тэтчер (a slimy wart on Margaret Thatcher’s nose)[28].
- В 1995 году — за обвинение правительства Мейджора в совершении жульнической сделки (a crooked deal) по продаже угольных шахт[28].
- В 2005 году — за следующую ремарку об экономических достижениях консерваторов 1980-х: «Единственное, что тогда увеличивалось — это кокаиновые дорожки перед „Бой Джорджем“ и прочими тори!» (отсылка к газетной публикации о том, что теневой канцлер Джордж Осборн потреблял кокаин).
- В 2006 году — за обвинение вице-спикера сэра Алана Хэзелхёрста в снисходительном отношении к замечаниям консерватора Терезы Мэй о том, что Тони Блэр намеренно ввел парламент заблуждение своим выступлением днём ранее. По словам Скиннера, вице-спикер «простил Мэй, потому что она тори»[30].
- В 2016 году — за то, что назвал премьер-министра Дэвида Кэмерона «проныра Дэйв» (Dodgy Dave) в связи с его предполагаемым уклонением от налогов — и отказался взять обратно слово «dodgy»[31].

### Остроты на церемониях открытия парламента
Будучи убеждённым сторонником республиканской формы правления в Великобритании, Скиннер не упускает возможности снизить пафос ежегодной церемонии открытия парламента каким-нибудь язвительным замечанием. Он выкрикивает его после того, как герольдмейстер, известный как Чёрный Жезл (Black Rod), вызывает членов палаты общин в палату лордов, чтобы они прослушали тронную речь королевы. В течение своей работы Скиннер отметился следующими выступлениями во время этой церемонии:
| Год  | Примерный перевод                                                       | Оригинал                                                        | Примечания |
| ---- | ----------------------------------------------------------------------- | --------------------------------------------------------------- | --- |
| 1980 | —                                                                       | —                                                               | Скиннер и ещё четверо депутатов-лейбористов не пустили в зал герольдмейстера, намеревавшегося распустить парламентскую сессию. Это было вызвано тем, что лейбористы требовали от правительства дать подробные объяснения планируемому повышению платы за муниципальное жильё. |
| 1987 | Передай ей, пусть всё распродаёт!                                       | Tell her to sell up!                                            | Вероятно, отсылка к призывам правительства «затянуть пояса». |
| 1988 | Приветик, а вот и Кот в сапогах!                                        | Ey up, here comes Puss In Boots!                                | Герольдмейстеру сэру Джону Гингеллу. |
| 1989 | О, хороший наряд!                                                       | Oh, it’s a good outfit!                                         | Ему же. |
| 1990 | Могу поспорить, он пьёт «Карлинг блэк лейбл». Он звонит по тебе, Мэгги. | I bet he drinks Carling Black Label. It tolls for thee, Maggie. | Герольдмейстеру; слоган из популярной рекламы пива. Второй комментарий посвящён приближающейся отставке Тэтчер. |
| 1992 | Передай ей, пусть заплатит налоги!                                      | Tell her to pay her tax!                                        | В связи с раздававшимися призывами к королеве платить подоходный налог. |
| 1993 | Назад к основам с Чёрным Жезлом.                                        | Back to basics with Black Rod.                                  | Отсылка к кампании консервативного правительства Мейджора под лозунгом «Назад к основам». |
| 1995 | Новый лейборизм, новый Чёрный Жезл!                                     | New Labour, New Black Rod!                                      | Отсылка к предвыборному слогану «Новый лейборизм, новая Британия» и к смене герольдмейстера на сэра Эдварда Джонса. |
| 1996 | Новый лейборизм, новый Чёрный Жезл!                                     | New Labour, New Black Rod!                                      | Скиннер повторил прошлогоднюю остроту. |
| 1997 | Хочешь позаимствовать королевскую речь?                                 | Do you want to borrow a Queen’s Speech?                         | Герольдмейстеру. |
| 2000 | Передай ей, пусть почитает «Гардиан»!                                   | Tell her to read The Guardian!                                  | Газета «Гардиан» тогда развернула кампанию за упразднение монархии. |
| 2001 | Да ты карлик какой-то!                                                  | You’re nowt but a midget!                                       | Новому герольдмейстеру сэру Майклу Уиллкоксу. |
| 2003 | Заприте двери. Она там закрылась на ключ?                               | Bar the doors. Did she lock the door behind her?                | Скиннер предложил спикеру по пришествии герольдмейстера запереть двери, как поступают во время голосований в парламенте для отсечения опоздавших депутатов. Вторая реплика относилась к королеве и была связана с серией несанкционированных проникновений в Букингемский дворец. |
| 2004 | Да, завидная у тебя работа.                                             | Aye, you’ve got a job to aspire to.                             | Герольдмейстеру. |
| 2005 | А Камиллу она с собой привела?                                          | Has she brought Camilla with her?                               | О королеве — в связи с недавней женитьбой принца Чарльза на Камилле Паркер-Боулз. |
| 2006 | Хелен Миррен у вас в резерве?                                           | Have you got Helen Mirren on standby?                           | Отсылка к исполнению Хелен Миррен роли Елизаветы II в фильме «Королева». |
| 2007 | Кто подстрелил луней?                                                   | Who shot the harriers?                                          | О скандале с двумя краснокнижными полевыми лунями, подстреленными вблизи королевских владений. Об этом случае полиция опрашивала принца Гарри и его друга. |
| 2008 | Есть во дворце «кроты» из тори?                                         | Any Tory moles at the Palace?                                   | Об аресте депутата-консерватора Дэмиана Грина в рамках расследования получания им конфиденциальной информации от служащего министерства внутренних дел, экс-кандидата от Консервативной партии. В ответ на шутку Скиннера герольдмейстер сказал: «Я буду скучать по тебе, Деннис» («I shall miss you, Dennis») — это был последний год службы Майкла Уиллкокса в качестве Чёрного Жезла. |
| 2009 | Королевские расходы — следующие.                                        | Royal Expenses are on the way.                                  | Отсылка к скандалу, связанному с расходами членов парламента. |
| 2010 | Королевских комиссионных на этой неделе нет.                            | No royal commissions this week.                                 | О газетном репортаже, согласно которому Сара, герцогиня Йоркская, принимала вознаграждения наличными за то, что представляла бизнесменов принцу Эндрю. |
| 2012 | Юбилейный год, вторая волна рецессии, вот это начало!                   | Jubilee Year, double-dip recession, what a start!               | О бриллиантовом юбилее королевы и сообщениях о вступлении Великобритании во вторую волну рецессии. Высказывание Скиннера, вопреки обыкновению, вызвало не только смех, но и неодобрительные крики парламентариев. |
| 2013 | Продаётся Королевская почта. Голова королевы приватизирована.           | Royal Mail for sale. Queen’s head privatised.                   | В ответ на предложение коалиционного правительства приватизировать почту. Умершая незадолго до этого предложения Маргарет Тэтчер, в своё время в целом выступавшая за приватизацию госсектора, воздерживалась от продажи почты и заявяла, что «не готова приватизировать голову королевы».                                                                                               |
| 2014 | Последний рубеж коалиции.                                               | Coalition’s last stand.                                         | О предстоявших последних 11 месяцах работы коалиционного правительства консерваторов и либеральных демократов. |
| 2015 | —                                                                       | —                                                               | Скиннер не стал ничего выкрикивать и позже заявил журналистам, что истратил все силы на охрану своего традиционного места на передней скамье от посягательств новых депутатов, избранных от Шотландской национальной партии. |
| 2016 | Руки прочь от Би-би-си!                                                 | Hands off the BBC!                                              | О белой книге правительства, посвященной Би-би-си. |
| 2017 | Ага, поторапливайтесь, первый забег в полтретьего!                      | Yeah, get your skates on, first race is half past two!          | О планах королевы посетить скачки в Аскоте сразу после церемонии. |
| 2019 | Нет, я всё равно не пойду.                                              | No, I’ll not be going.                                          | На протяжении всей парламентской карьеры Скиннер отказывался присутствовать на тронной речи королевы в палате лордов. |

## Личная жизнь
В 1960 году Скиннер женился на Мэри Паркер. В браке родились трое детей, все они посещали ту же школу, что и отец, и позже окончили Манчестерский университет. Скиннер разошёлся с женой в 1989 году. В настоящее время он живет со своей ассистенткой Лоис Блэзенхейм.
В 1999 году у Скиннера нашли рак мочевого пузыря, после чего ему пришлось пережить операцию по удалению опухоли. В 2003 году он врачи провели Скиннеру двойное коронарное шунтирование.
У матери Скиннера в последние годы жизни, в 1980-е, была болезнь Альцгеймера. Позже он вспоминал, что пел ей старые песни и был поражён, что она вспоминает их. С 2008 года он посещает дома престарелых в Дербишире и поёт с пожилыми людьми с деменцией.
В 2014 году Скиннер рассказал, что не пользуется современными средствами коммуникации: он ни разу в жизни не отправлял электронное письмо (опасаясь за конфиденциальность, чтобы поддерживать занятость работников почты, а также из-за предпочтительности использования личной подписи в официальной переписке) и не ведёт твиттер.